# TeleKarte
Die TeleKarte (auch „Buchungskarte“ genannt) wurde Ende der 1980er Jahre von der Deutschen Bundespost eingeführt und war in den 1990er Jahren eine Möglichkeit, an Kartentelefonen der Deutschen Bundespost Telekom, später der Deutschen Telekom AG, Ferngespräche zu führen. Im Unterschied zur Telefonkarte mussten die Telefongebühren nicht im Voraus bezahlt werden, sondern wurden über die monatliche Fernmelderechnung des Besitzers abgebucht.
Die Telekarte konnte für öffentliche Kartentelefone, im C-Netz sowie beim Bildschirmtext-Homebanking am Terminal, welches mit einem Kartenleser ausgerüstet war, eingesetzt werden.

## Geschichte

Logo der C-Netz-Karte mit Kartentelefonnutzungsmöglichkeit

Ab dem 15. März 1988 wurden „Berechtigungskarten“, die für das C-Netz benötigt wurden, neben dem hierfür erforderlichen Magnetstreifen auf der Rückseite mit einem Speicherchip auf der Vorderseite ausgestattet. Mit diesem Chip war es möglich, an einem Kartentelefon Ferngespräche zu führen; dies wurde allerdings 1998/1999, also noch vor der Einstellung des C-Netzes am 31. Dezember 2000, abgeschafft.
Ab 1. Januar 1994 konnten die Zugtelefone im ICE 1 neben den Telefonkarten auch mit Telekarten genutzt werden. Gespräche mit dem C-Netz-Funktelefon im Konferenzabteil konnten mit einer ausgedruckten Rechnung sofort bar bezahlt oder auf eine C-Netz-Berechtigungskarte verrechnet werden.
Neben den C-Netz-Berechtigungskarten gab es auch Telekarten, die nur für Kartentelefone genutzt werden konnten. Telekarten konnte man bei den Post- und Fernmeldeämtern der Bundespost sowie in den Telekom-Läden beantragen. Mit der weiten Verbreitung der Mobiltelefone Ende der 1990er Jahre (siehe auch Deutscher Mobilfunkmarkt) und dem Rückbau der entsprechenden Kartentelefone verlor die Telekarte ebenso wie die Telefonkarte an Bedeutung.
Die Telekarte oder andere Karten mit Telekarten-Funktion (wie etwa die AirPlus-Karte der Lufthansa) ließen sich für den Deutschland-Direkt-Service einsetzen. Die Gebühren für diesen Telekom-Service, der seit dem 1. Juli 1993 auch in Deutschland selbst angeboten wurde, beliefen sich auf rund 11 DM für die Operator-Vermittlung und zwischen 69 Pfennig (Inland) und 3,22 DM (Ausland) je Minute.

## Ausführungen
Die Telekarte gab es in drei Ausführungen:
1. International: gestattete Gespräche ins In- und Ausland.
2. National: nur Inlandsgespräche möglich.
3. Lokal: Gespräche nur im Ortsnetz möglich.

Auf der Telekarte konnten bis zu drei Rufnummern gespeichert werden, die dann an den entsprechenden Kartentelefonen per Kurzwahl abgerufen werden konnten. Vor Missbrauch war jede Karte mit einer persönlichen Geheimzahl geschützt; diese konnte vom Besitzer beliebig oft geändert werden.

## Kosten
Die Gebühreneinheiten betrugen anfangs, wie vom Festnetzanschluss zu Hause, 0,23 DM. Hinzu kamen eine monatliche Bearbeitungsgebühr von 3,00 DM und eine einmalige Bereitstellungspauschale von 20,00 DM.
Zum 1. Januar 1994 wurden die Preise für eine Tarifeinheit bei Nutzung der Telekarte an öffentlichen Kartentelefonen von 0,23 DM auf den bei Münztelefonen gültigen Preis von 0,30 DM (jeweils inklusive Mehrwertsteuer) angehoben. Mit dieser Angleichung des Telekarten-Tarifs an die Verbindungsentgelte für Nutzer von Kreditkarten mit integriertem Telekarten-Chip (Kooperationskarten) entsprach die Telekom einer Forderung der Europäischen Gemeinschaft nach der Aufhebung von Preisdiskriminierungen.

## Damalige Vorteile
Es wurden damals folgende Vorteile für die Anschaffung einer Telekarte genannt:
- Keine Münzen bereitzuhalten oder zusammenzusuchen müssen.
- Gespräche müssen nicht beendet werden, weil keine Münzen mehr vorhanden sind.
- Gespräche werden exakt über die Fernmelderechnung am Monatsende abgerechnet, und es geht kein Restgeld verloren.
- Lohnend war die Telekarte vor allem für Geschäftsleute und Außendienstmitarbeiter, da die Abrechnung über die Fernmelderechnung des Unternehmens direkt erfolgte und damit die oft lästige Notwendigkeit der Belegpflicht für die Telefongespräche entfiel.